# Saint-Sulpice-de-Guilleragues
Saint-Sulpice-de-Guilleragues är en kommun i departementet Gironde i regionen Nouvelle-Aquitaine i sydvästra Frankrike. Kommunen ligger i kantonen Monségur som tillhör arrondissementet Langon. År 2022 hade Saint-Sulpice-de-Guilleragues 234 invånare.

## Befolkningsutveckling
Antalet invånare i kommunen Saint-Sulpice-de-Guilleragues
Referens:INSEE